# Гай Антистий Вет (консул 96 года)
Гай Антистий Вет (лат. Gaius Antistius Vetus) — римский политический деятель конца I века.
Происходил из рода Антистиев. Возможно, был сыном консула 50 года Гая Антистия Вета. В 96 году Вет был консулом вместе с Гаем Манлием Валентом. Больше о нём ничего не известно.